# Emmanuelle Favier
Œuvres principales
Le courage qu'il faut aux rivières (2017), Virginia (2019), La Part des cendres (2022)
Emmanuelle Favier, née le 27 février 1980, est une 
romancière, poétesse, dramaturge et nouvelliste française.

## Biographie
Emmanuelle Favier publie son premier roman en 2017, Le Courage qu'il faut aux rivières, aux éditions Albin Michel, consacré aux "vierges jurées", ces femmes albanaises qui abandonnent définitivement leur féminité pour vivre comme des hommes,,.
En 2019, elle publie Virginia, toujours aux éditions Albin Michel, roman dans lequel elle retrace l'enfance de Virginia Woolf avant qu'elle ne devienne écrivaine.
Son troisième roman, La Part des cendres, est paru aux éditions Albin Michel à la rentrée littéraire d'août 2022.
En 2023, elle publie "Le Livre de Rose" aux éditions Les Pérégrines (collection "Les Audacieuses"), autour de la figure de la résistante Rose Valland.
En 2025, elle publie Écouter les eaux vives, de nouveau aux éditions Albin Michel, dont le personnage central est oreille d'or à bord des sous-marins. Le roman reçoit un bel accueil critique et est sélectionné pour plusieurs prix, dont celui de la Closerie des Lilas pour lequel il est finaliste.
Elle est aussi l'autrice de quatre livres de poésie : À chaque pas, une odeur (2002), Dans l’éclat des feuilles vives (2005), Le Point au soleil (2012) et Le soleil vient d'en face (2021). Parallèlement à ces publications, ses textes apparaissent dans un grand nombre de titres de presse ou d'anthologies réputés dans les pays francophones, telles les revues Brèves, Harfang, Poésie 1, Le Journal des poètes, Lieux d'être, L'Arbre à paroles, Multiples, ou Pourtant.
En 2012, le recueil de nouvelles Confession des genres est édité aux éditions Luce Wilquin. Au sein de cet ensemble, l'autrice laisse la parole à un narrateur masculin cherchant à explorer les relations amoureuses, la sensualité et l'érotisme. 
Elle publie de nombreuses nouvelles en plaquette : L'Œil d'Artemisia en 2020 (Maison Malo Quirvane), Les Funérailles de Roberto Bolaño en 2020 également (éditions de La Guêpine), Allons dans le grand vent en 2021 chez Rhubarbd, Toutes ces choses qui passent (Rhubarbe, 2022) et tout récemment "Le Chant du syrinx" (éditions de La Guêpine).
Elle traduit, pour les éditions des Belles Lettres, La Mégère apprivoisée de Shakespeare, qui paraît fin 2023. 
Après avoir soutenu en 2006 une thèse sur les adaptations au théâtre de l’œuvre et de la vie d'Arthur Rimbaud, Emmanuelle Favier part pour le Québec où elle coécrit et co-met en scène avec Anne Pépin la pièce Abeille 14, qui traite de la tuerie antiféministe commise par Marc Lépine à l'École polytechnique de Montréal en 1989.
Elle retrouve le théâtre en 2012 avec l'écriture de Laissons les cicatrices, le récit d'une famille à la sortie de la guerre, empreinte de ses béances et de ses cicatrices. La pièce est accompagnée par le collectif À mots découverts et récompensée du premier prix du concours d’écriture dramatique du Théâtre de la Manufacture des Abbesses en 2013.
Pigiste occasionnelle pour le site d'information en ligne Mediapart, elle est également à l'origine de la rédaction d'articles et critiques publiés dans Altermed, Alternatives théâtrales, Cahiers de théâtre/Jeu, Mediapart ou encore Poésie 1,,. Ancrée dans le monde littéraire, elle organise différentes rencontres littéraires entre 2013 et 2015, et notamment à la Maison de la poésie à Paris.
De 2008 à 2015, elle collabore avec le guitariste Fabien Montes à la mise en musique de ses textes dans le cadre du duo Proses électriques. 

## Publications

### Recueils de poésie
- À chaque pas, une odeur, Librairie-Galerie Racine, 2002, 65 p.  (ISBN 2243039133)
- Dans l'éclat des feuilles vives, La Musaraigne, coll. « Les embrasements », 2005, 61 p.  (ISBN 9782952049849)
- Le Point au soleil, Rhubarbe, 2012  (ISBN 2916597549)
- Le soleil vient d'en face, Rhubarbe, 2021

### Nouvelles
- Écouter les eaux vives (roman), Albin Michel, 2025
- Seuls les génies (nouvelle), Maison Malo Quirvane, 2024
- Le Chant du syrinx (nouvelle), La Guêpine, 2023
- Toutes ces choses qui passent (nouvelles), Rhubarbe, 2022
- Allons dans le grand vent (nouvelles), Rhubarbe, 2021
- Les Funérailles de Roberto Bolaño (nouvelle), La Guêpine, 2020
- L’Œil d’Artemisia (nouvelle), Maison Malo Quirvane, 2020
- Une lettre (nouvelle), Rhubarbe, 2014
- Confession des genres, Éditions Luce Wilquin, coll. « Euphémie », 2012, 96 p.  (ISBN 2882534515)

### Romans
- Le courage qu'il faut aux rivières, Albin Michel, 2017, 224 p.  (ISBN 2226400192)
- Virginia, Albin Michel, 2019  (ISBN 9782226444851)
- La Part des cendres, Albin Michel, 2022  (ISBN 978-2-226-46556-6)
- Écouter les eaux vives, Albin Michel, 2025

Ouvrage collectif
Petit Encomium des mots rares et précieux (direction et préface), Malo Quirvane, 2024

### Albums
- Rimbaud, Jean-François Demay, Emmanuelle Favier, Fabien Montes, texte chronologique à la première personne accompagnant le projet musical, Formulette production, 2015, 56 p.  (ISBN 2362561348)

## Distinctions
- 2013 : Premier prix du concours d’écriture dramatique de la Manufacture des Abbesses pour Laissons les cicatrices.
- 2017 : Prix Cultura pour Le Courage qu'il faut aux rivières, Prix révélation de la SGDL pour Le Courage qu'il faut aux rivières.
- 2018 : Prix Jeune Mousquetaire de Nogaro, Prix Poulet-Malassis de la ville d'Alençon, Prix Coup de cœur des lycéens de la Fondation Prince Pierre de Monaco et Prix des lecteurs de la librairie l'Esperluète de Chartres pour Le Courage qu'il faut aux rivières.
- 2019 : Prix Lire en Poche de Gradignan pour Le Courage qu'il faut aux rivières
- 2024 : Prix des Femmes de lettres/mairie du VIIIe pour Le Livre de Rose
- 2025 : Finaliste du Prix de la Closerie des Lilas pour Écouter les eaux vives